# Gouvernorat de Baalbek-Hermel
Le gouvernorat de Baalbek-Hermel est une subdivision administrative située au Nord-Est du Liban
Sa capitale est la ville Baalbek.

## Districts
Le gouvernorat est divisé en deux districts :
- District de Baalbek
- District de Hermel

Les deux districts étaient autrefois rattachés au gouvernorat de la Bekaa puis le gouvernorat autonome fut créé à la suite de la loi 522 le 16 juillet 2003. En 2014, le premier gouverneur a été nommé en la personne Bashir Khodr.
Le village chrétien d'al-Qaa a fait l'objet d'attentats en 2016 par des kamikazes venus de Syrie.